# انتینی (وین)
انتینی (به فرانسوی: Antigny) یک کمون در فرانسه است که در canton of Saint-Savin واقع شده‌است. انتینی ۴۳٫۹۳ کیلومتر مربع مساحت دارد ۱۲۴ متر بالاتر از سطح دریا واقع شده‌است.